# Monocarpia marginalis
Monocarpia marginalis är en kirimojaväxtart som först beskrevs av Rudolph Herman Scheffer och som fick sitt nu gällande namn av James Sinclair.
Monocarpia marginalis ingår i släktet Monocarpia och familjen kirimojaväxter. Inga underarter finns listade i Catalogue of Life.